# Mursili II
Mursili II was van ca. 1321 tot 1295 v.Chr. koning van de Hettieten in Hattusa. R.H. Beal meent dat voor zijn troonsbestijging, Mursili's naam werd geschreven in Luwische hiëroglifische zegels, samen met de gecombineerde Soemerische en Akkadische gliefen (tekens), GAL-MIJŠEDI; elders worden die begrepen als de titel voor "leider van de lijfwachten". Hoewel het begin van zijn heerschappij met strubbelingen gepaard gaat en aan alle kanten de vazalstaten dreigen af te brokkelen, weet hij zich toch als grote koning te profileren en weet hij het rijk niet enkel te stabiliseren, maar tevens uit te  breiden.

## Familie
Mursili II was de jongste zoon van Suppiluliuma I, een van de machtigste heersers van het Hettitisch Rijk. Hij was de jongere broer van Arnuwanda II.
Van Mursili is bekend dat hij meerdere kinderen had bij zijn eerste gemalin, de Tawanannas Gassulawiya. Zij hadden een dochter Massanauzzi, die Matanza genoemd wordt in de correspondentie met het Egyptische hof van Ramses II en die getrouwd was met de vazalkoning Masturi, en drie zonen, namelijk Muwatalli, Hattusili III en Halpasulupi. 
Bij zijn tweede vrouw Tanuhepa had Mursili ook nog kinderen, maar hun namen werden niet opgetekend.

## Regering
Hij was de opvolger van zijn broer Arnuwanda II die al na één jaar op de troon stierf, waarschijnlijk door een epidemie die ook zijn vader Suppiluliuma I had gedood. Hij werd met verachting begroet door de vijanden van Hatti en moest in de eerste jaren van zijn bewind het hoofd bieden aan talrijke opstanden, omdat hij werd beschouwd als een onervaren heerser die enkel koning werd ten gevolge van de voortijdige dood van Arnuwanda II. Onder andere het koninkrijk Arzawa in het zuidwesten van Klein-Azië stond tegen hem op, maar de ernstigste opstanden waren die van de Kaskas in de bergen van Anatolië. Mursili II vermeldde de verachting in zijn annalen:

U bent een kind; u weet niets en brengt geen vrees in mijn hart. Uw land is nu geruïneerd en uw infanterie en ruiterij zijn pover. Tegenover uw infanterie heb ik veel infanterie; tegenover uw ruiterij heb ik veel ruiterij. Uw vader had veel infanterie en ruiterij. Maar u die een kind is, hoe kan u hem evenaren? (Uitvoerige annalen)

Hoewel Mursili II een jonge en onervaren koning was, was hij haast zeker geen kind meer toen hij de Hettitische troon overnam en moet een leeftijd hebben gehad om bekwaam te zijn om eigengerechtig te regeren. Indien hij inderdaad nog een kind zou zijn geweest, zouden andere maatregelen zijn getroffen om de stabiliteit van het rijk te verzekeren. Mursili had namelijk nog twee oudere broers die respectievelijk onderkoningen van Karkemish (d.i. Sarri-Kush) en Aleppo waren. Mursili II zou bewijzen meer dan een evenknie van zijn succesrijke vader, Suppiluliuma I, te zijn, zowel in zijn militaire als in zijn diplomatieke optreden. De zogenaamde Tienjaarannalen, de annalen over de eerste tien jaren van zijn bewind, vermelden dat hij in de eerste twee jaren van zijn bewind strafexpedities uitvoerde tegen de Kaska-stammen om de noordelijke grenzen van zijn koninkrijk te beveiligen. De koning keerde daarna naar het westen om de agressies van Uhhaziti, de koning van Arzawa, het hoofd te bieden die had gepoogd om Hettitische bondgenoten naar zijn kamp te doen overlopen. De Annalen vermelden ook dat een "voorteken van de zon," of zonsverduistering, plaatsvond in zijn tiende jaar als koning, precies toen hij op het punt stond om met zijn campagne tegen de Kaskas te beginnen. Hoewel het laatste bevestigde regeringsjaar van Mursili II zijn tweeëntwintigste jaar is, meent men dat hij nog enkele jaren heeft geregeerd en stierf na een bewind van ongeveer 25 à 27 jaar. Hij werd opgevolgd door Muwatalli II.
Naast de reeds vermelde Uitvoerige annalen en Tienjaarannalen, vinden we ook wat gegevens over zijn leven in de mannendaden van Suppiluliuma.

## Voetnoten
1. ↑  T. Bryce, The Kingdom of the Hittites, New York, 1998, p. xiii.
2. ↑  Muršili II, previously GAL MEŠEDI, in NABU (2001/4).
3. ↑  Trevor Bryce, How Old Was Matanazi?, The Journal of Egyptian Archaeology, Vol. 84, (1998), pp. 212-215
4. ↑  A. Goetze, Die Annalen des Muršiliš, Leipzig, 1933, pp. 18-21; Engelse vertaling in T. Bryce, The Kingdom of the Hittites, New York, 1998, p. 208.
5. ↑  T. Bryce, The Kingdom of the Hittites, New York, 1998, p. 208.
6. ↑  T. Bryce, The Kingdom of the Hittites, New York, 1998, p. 234.